# RITM-200
O RITM-200 é um projeto de reator de água pressurizada sendo desenvolvido pela OKBM Afrikantov, projetado para produzir 55 MW. Ele iria usar urânio-235 enriquecido a 20% e vai ser reabastecido a cada 7 anos, para um total de 40 anos de vida útil planejada.
Ele vai ser o propulsor da classe LC-60Ya de navios quebra gelos